# Vrbátky
Vrbátky (en allemand : Weidenbusch) est une commune du district de Prostějov, dans la région d'Olomouc, en République tchèque. Sa population s'élevait à 1 729 habitants en 2025.

## Géographie
Vrbátky se trouve à 8 km au nord-est du centre Prostějov, à 11 km au sud-sud-ouest d'Olomouc et à 209 km à l'est-sud-est de Prague.
La commune est limitée par Olšany u Prostějova et Bystročice au nord, par Blatec, Charváty et Dub nad Moravou à l'est, par Hrdibořice et Kralice na Hané au sud, et par Prostějov, Držovice et Smržice à l'ouest.

## Histoire
La première mention écrite de la localité date de 1359.

## Administration
La commune se compose de trois sections :
- Vrbátky
- Dubany
- Štětovice

## Galerie

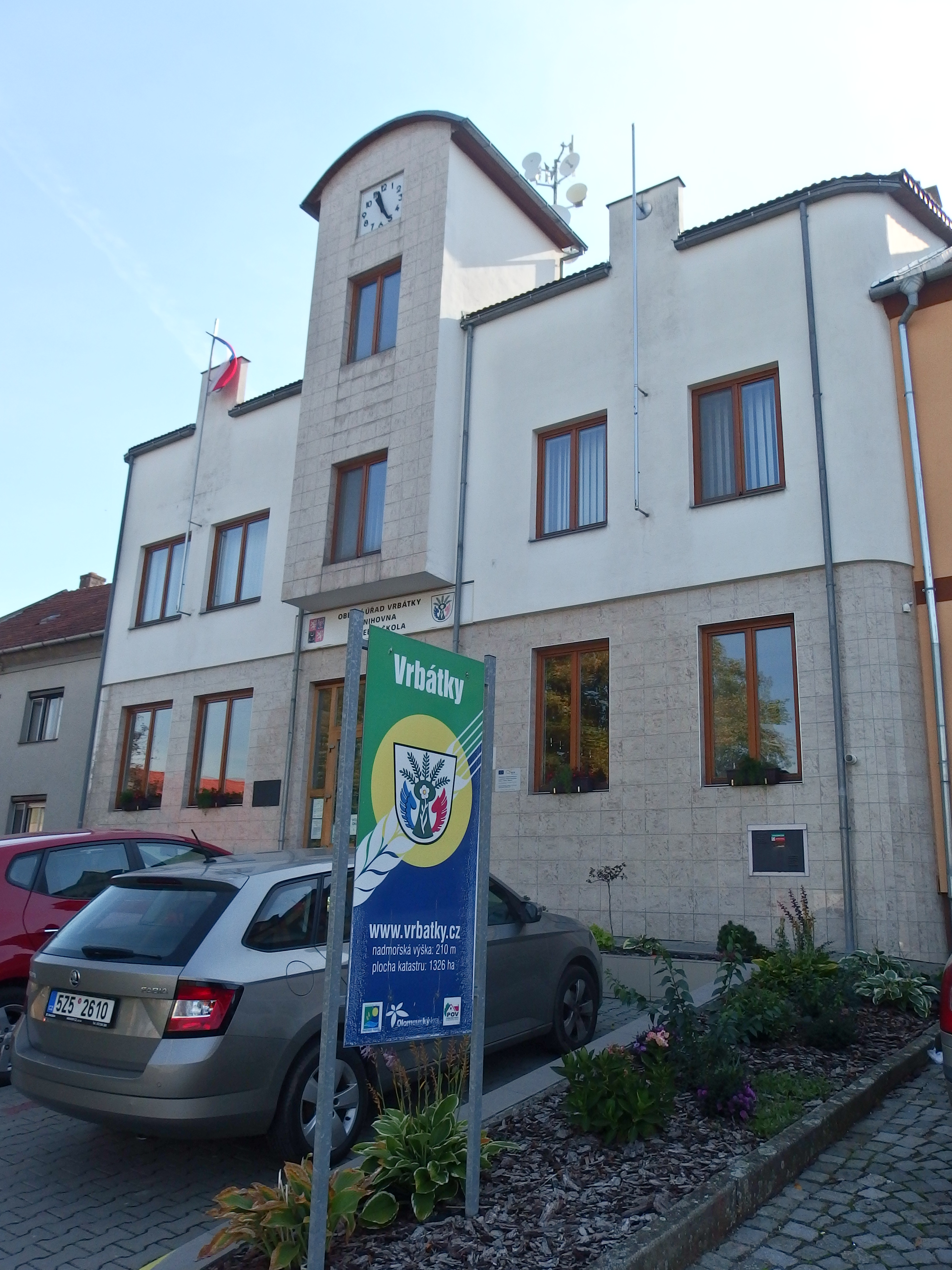
Vrbátky: la mairie.
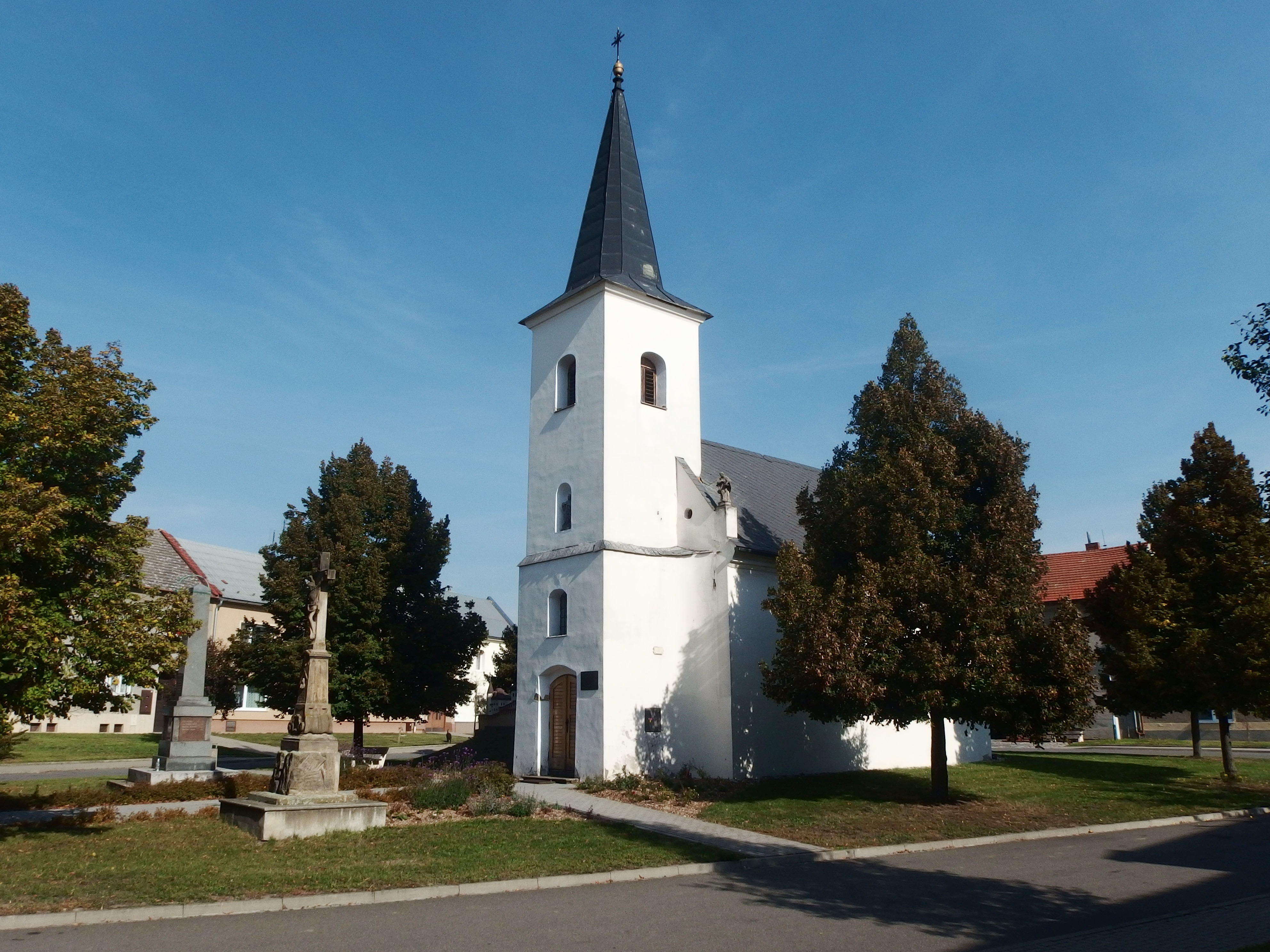
Chapelle à Vrbátky.
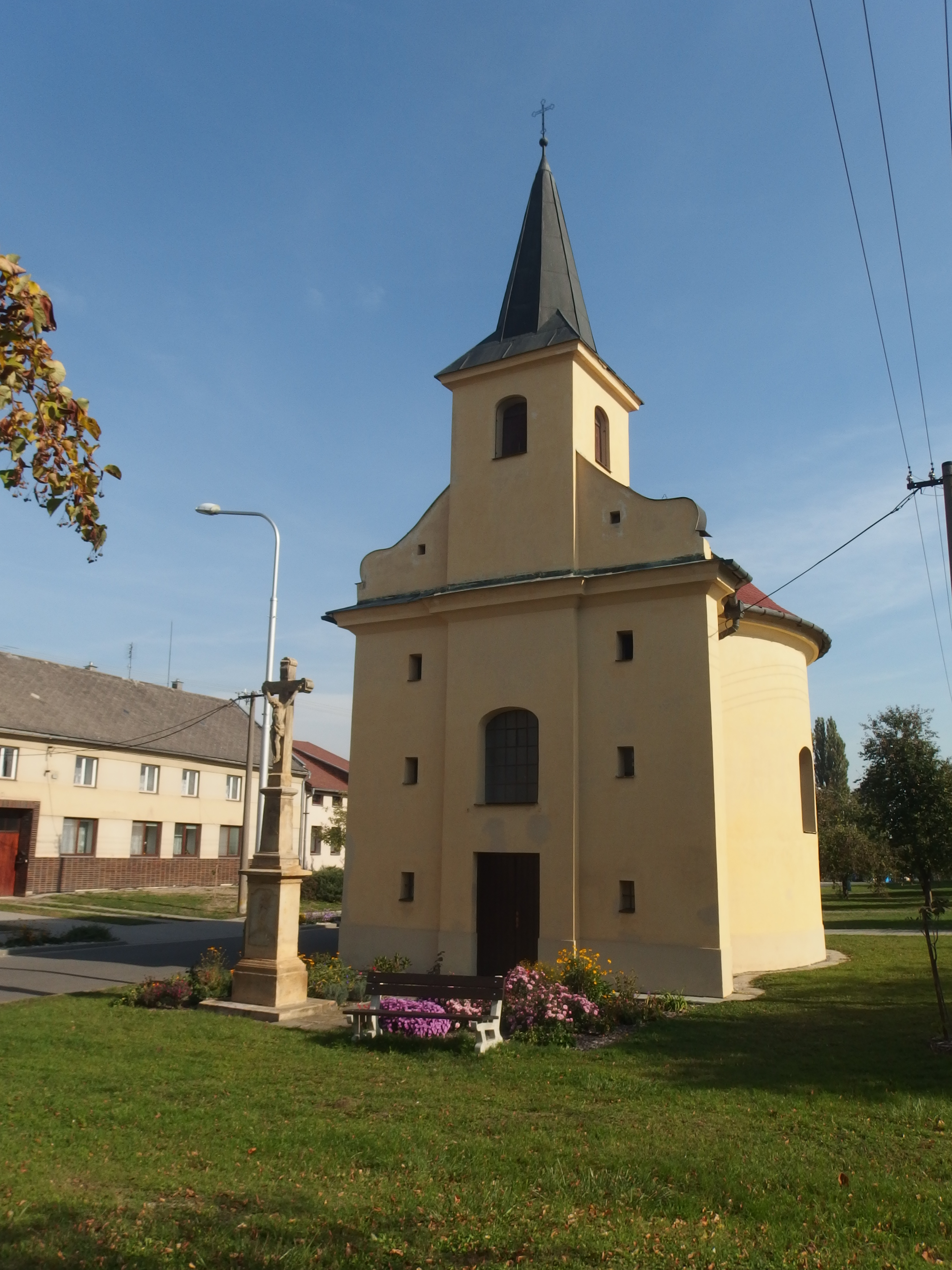
Štětovice : chapelle Saint-Florian.

## Transports
Par la route, Vrbátky se trouve à 8,5 km de Prostějov, à 14 km d'Olomouc et à 255 km de Prague.